# 寶靈頓道

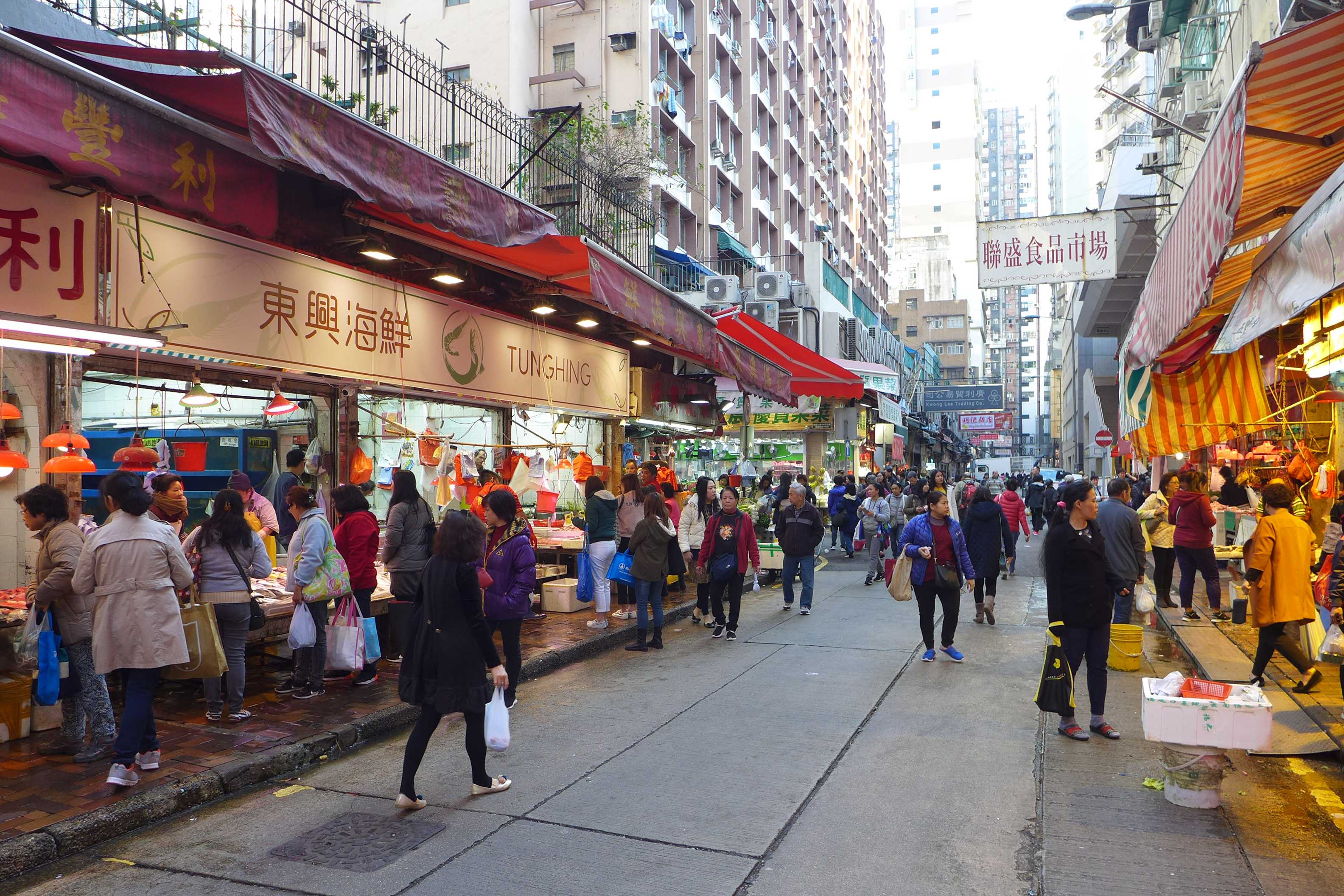
寶靈頓道的商店

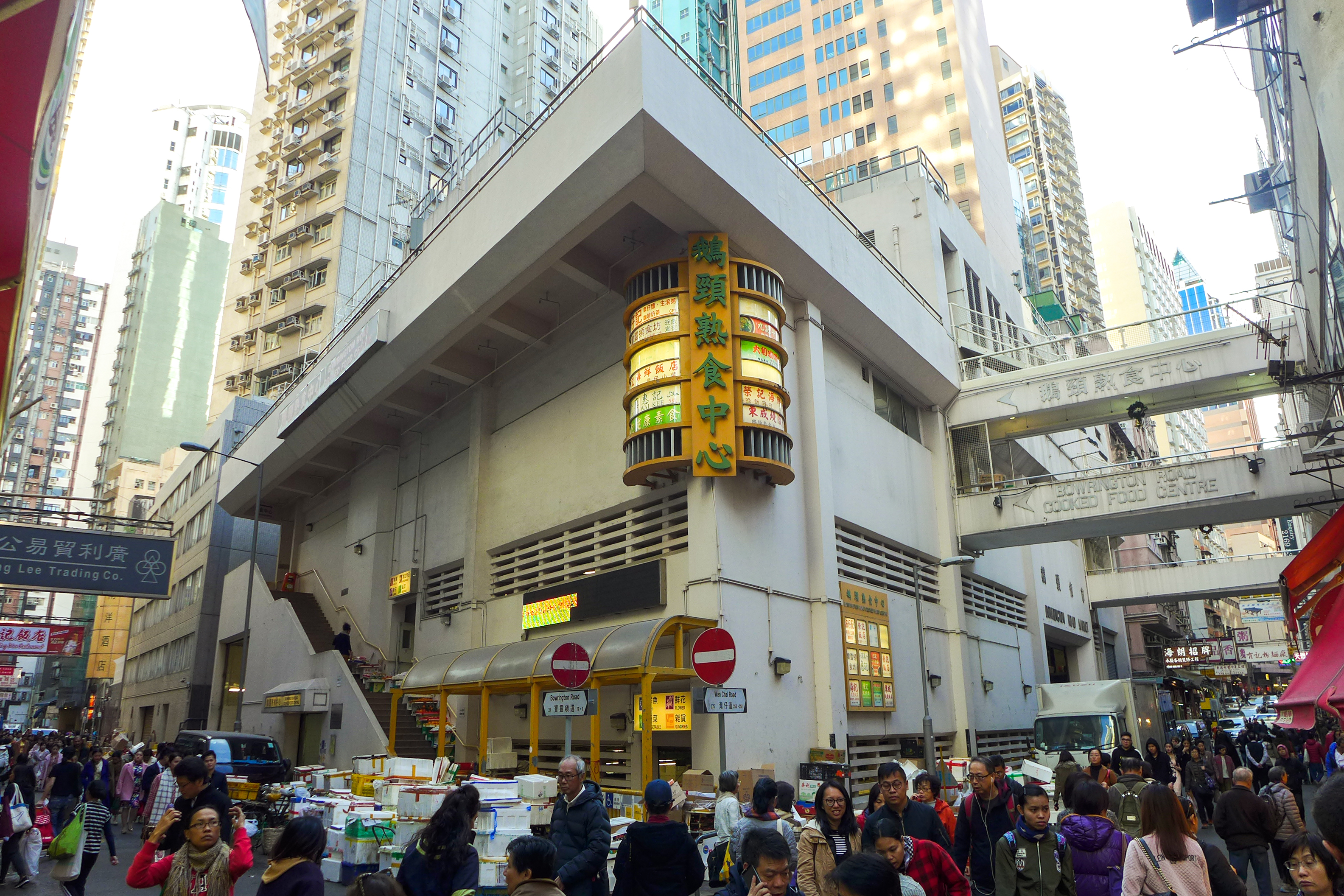
1979年落成的鵝頸熟食中心在寶靈頓道與灣仔道交界

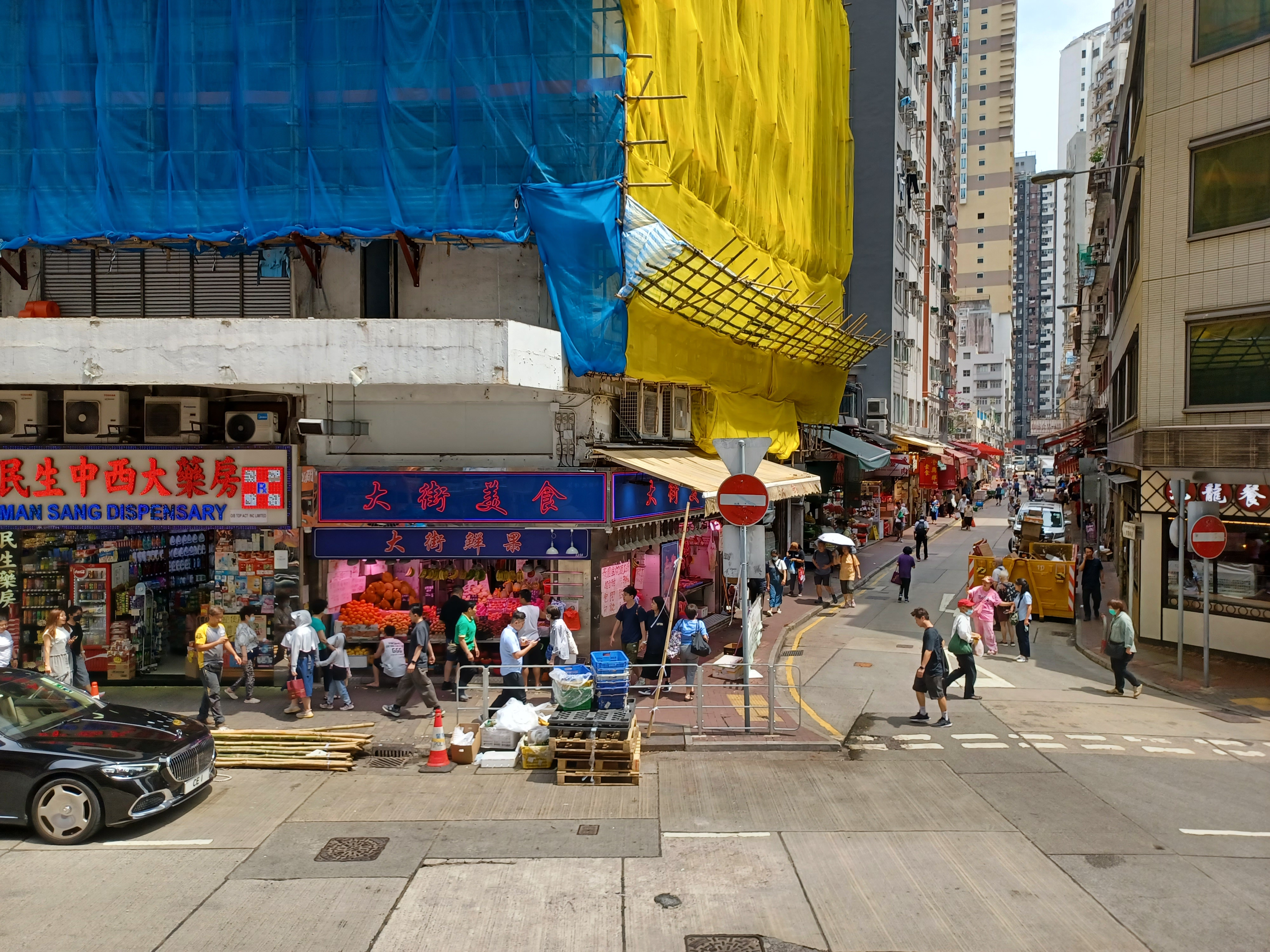
寶靈頓道近軒尼詩道

寶靈頓道（英語：Bowrington Road），是位於香港港島鵝頸的一條街道，以第四任香港總督寶靈（John Bowring）命名。
道路西接連接祥和里及軒尼詩道，摩利臣山道和堅拿道平行。
寶靈頓道位於鵝頸區，是服務銅鑼灣市民的一個主要濕貨街市區，沿街商店販賣的食物有豬肉、牛肉、海鮮、蔬菜，凍肉等。

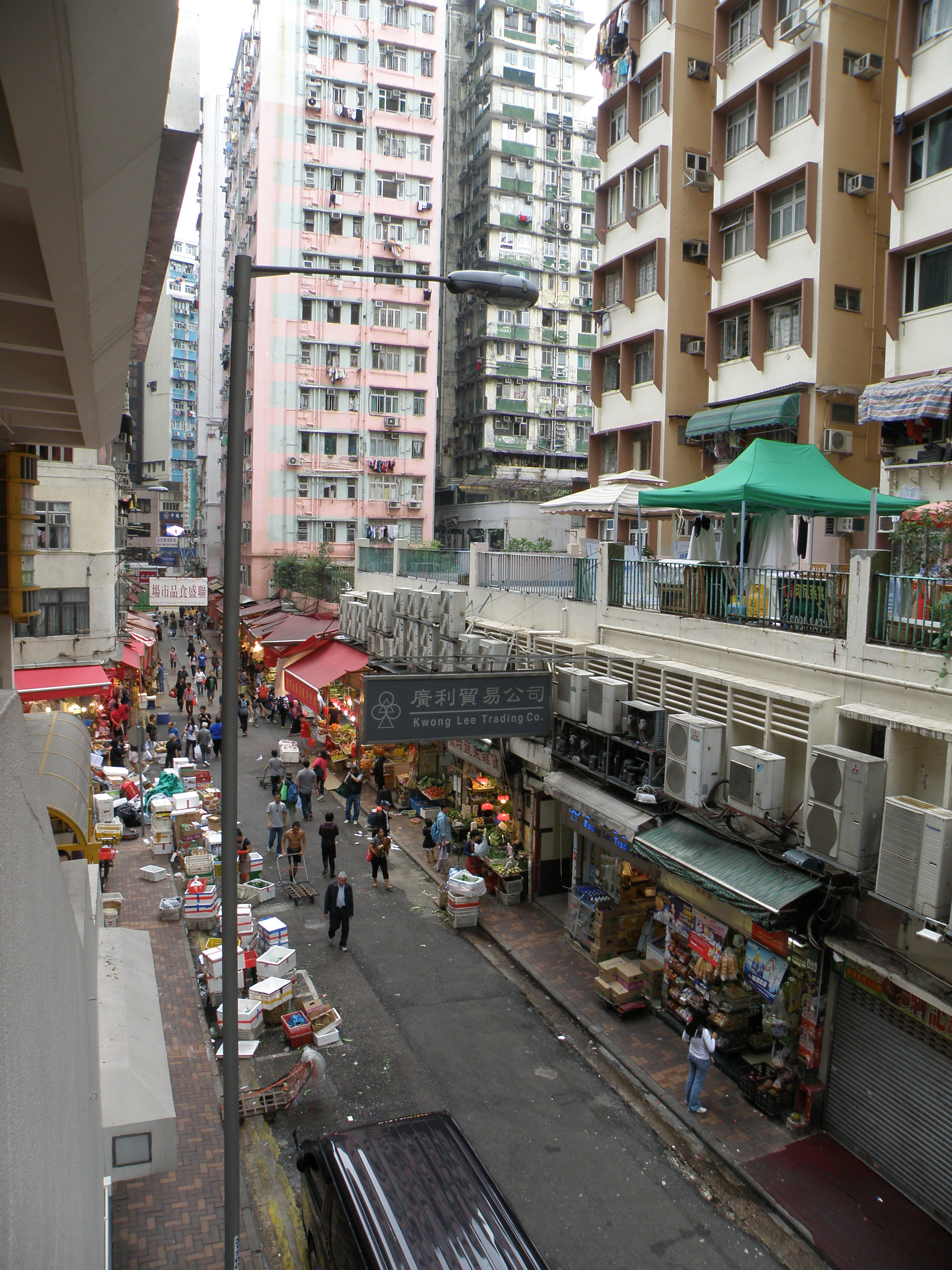
寶靈頓道地舖及住宅大廈（2014年）

## 歷史
寶靈頓道早於1850年代末興建寶靈頓運河時便已建成。該道路於1960年代末愉景樓興建之前，是直接連出摩理臣山道，其後才變成現時的掘頭路。

## 鄰近
- 灣仔道
- 軒尼詩道
- 時代廣場
- 霎西街、霎東街
- 登龍街
- 天樂里

## 相關
- 寶靈頓運河
- 中環及灣仔填海計劃
- 香港總督寶寧
- 鵝頸熟食中心

## 外部参考
- 寶靈頓道地圖